# Strange World
Strange World is een Amerikaanse computeranimatiefilm uit 2022, geproduceerd door Walt Disney Animation Studios. Het is de 61ste animatiefilm van Disney.

## Verhaal
De film vertelt het verhaal van de familie Clades, een familie die bestaat uit een aantal ontdekkingsreizigers die op zoek gaan naar een onbekende wereld. Deze plek is echter niet zonder gevaar want naast de fantasierijke wezens van deze wereld die de familie opwachten is er ook sprake van een familieruzie. De vraag is of de familie Clades aankomt bij haar bestemming, en wat ze allemaal zullen beleven op deze vreemde plek.

## Rolverdeling
| Personage          | Oniginele stem       | Nederlandse stem      | Vlaamse stem        |
| ------------------ | -------------------- | --------------------- | ------------------- |
| Searcher Clade     | Jake Gyllenhaal      | Huub Dikstaal         | Gene Thomas         |
| Jaeger Clade       | Dennis Quaid         | Rob van de Meeberg    | Peter Van De Velde  |
| Ethan Clade        | Jaboukie Young-White | Eliyha Altena         | Francisco Schuster  |
| Meridian Clade     | Gabrielle Union      | Joy Wielkens          | Amara Reta          |
| Callisto Mal       | Lucy Liu             | Simone Weimans        | Wanda Joosten       |
| Caspian            | Karan Soni           | Franky Rampen         | Yemi Oduwale        |
| Duffle             | Alan Tudyk           | Juliann Ubbergen      | Pieter-Jan De Paepe |
| Pulk               | Adelina Anthony      | Meghna Kumar          | Jolien Praet        |
| Expeditielid       | Abraham Benrubi      | Paul Disbergen        | Peter Van De Velde  |
| Diazo              | Jonathan Melo        | Jules Vosmaer         | Pádraig Turley      |
| Kardez             | Nik Dodani           | Jay Wijngaarde        | Stijn Proesmans     |
| Azimuth            | Francesca Reale      | Elaine Hakkaart       | Lotte De Clerck     |
| Ro                 | Emily Kuroda         | Hilde de Mildt        | Hilde Norga         |
| Rory               | Reed Buck            | Thibault van der Does | Pádraig Turley      |
| Radiopresentator   | Alan Tudyk           | Kevin Hassing         | Thomas Cordie       |
| Radiopresentatrice | Katie Lowes          | Sanne Bosman          | Jolien Praet        |
| Verteller          | Alan Tudyk           | Thijs van Aken        | Thomas Cordie       |
| Klant              | LaNisa Frederick     | Anneke Beukman        | Tim Saey            |

 De Nederlandse nasynchronisatie is geregisseerd door Hilde de Mildt, en vertaald door Hanneke van Bogget. De Nederlandse overige stemmen zijn ingesproken door Anouk Balvers, Fred Meijer, Dennis Breedveld, Jip Bartels, Edna Kalb, Kelvin Allison, Frans Limburg en Nola Klop. Het nummer "De Clades" in de film is gezongen door Milan van Weelden, Rob van de Meeberg, Frans Limburg en Kevin Allison.

## Release
De film ging in première op 15 november 2022 in het El Capitan Theater op de Hollywood Boulevard in Los Angeles. In de Verenigde Staten werd de film uitgebracht op 23 november 2022.